# Embalse de Sidi Saad
El embalse Sidi Saad, (en árabe :  سد سيدي سعد)  ) es un embalse tunecino inaugurado en 1982, sobre el uadi Zeroud, entre Nasrallah y Hajeb El Ayoun.
De una altura de 82 metros, puede retener hasta 120 millones de metros cúbicos  de agua en un pantano de una superficie de 9 000 hectáreas. El agua del pantano está destinada principalmente por un lado a regularizar el caudal del uadi Zeroud y a evitar las inundaciones en la región de Cairuán, y por otro lado alimentar la capa de agua y a regar 4 000 hectáreas. Se está realizando un estudio  para la irrigación de un primer perímetro de 1 200 hectáreas.
El 2 de febrero de 2012, el embalse Sidi Saad está reconocido como sitio Ramsar.